# Czermann Antal
Czermann Antal (Mór, Fejér vármegye, 1885. január 14. – Klagenfurt am Wörthersee, 1971. május 18.) magyar publicista, politikus, miniszteri tanácsos, országgyűlési képviselő.

## Élete
Római katolikus vallású családban született. Középiskoláit és felsőbb tanulmányait is Budapesten végezte, ugyanott kezdte 1908-ban közigazgatási pályáját is, mint fogalmazó gyakornok, a Központi Díj- és Illetékkiszabási Hivatalnál. Néhány éven belül pénzügyi titkári beosztásig emelkedett, ezt a posztját hagyta ott 1914-ben, az első világháború kitörésekor, amikor bevonult katonának.
A háborús évek alatt végig katonai szolgálatot teljesített, de ezen belül, mint igazgatási szakember, főleg a polgári igazgatásban tevékenykedett. Előbb a mitrovicai kerületi parancsnokságnál lett a polgári igazgatás vezetője, később a belgrádi kormányzósághoz helyezték pénzügyi előadónak. 1918-ban berendelték a pénzügyminisztériumba, hogy ott megszervezze a forgalmiadó-ügyosztályt, s ezt olyan eredményesen intézte, hogy megtették annak vezetőjévé is; e posztját 1931-ig viselte, s közben, 1925-ben miniszteri elismerésben is részesült.
Hivatali munkája mellett mindig részt vett fővárosi lakóhelye, Budafok társadalmi életében, sokféle helyi szervezetben vállalt szerepet. Kezdeményezője volt egy olyan ifjúságnevelési szervezet életre hívásának, amely az ország más vidékei számára is mintaként szolgált, illetve a fiatalok testnevelésének előmozdítása érdekében egy nagyszabású állandó tábort létesített – amerikai mintára – Balatonudvari határában.
1939-ben szülővárosának választókerületében parlamenti képviselőnek is megválasztották, a Magyar Élet Pártja jelöltjeként. A képviselőházban főleg gazdasági és pénzügypolitikai tárgyú vitákban vett részt.